# Centre Democràtic (Letònia)
Centre Democràtic (en letó: Demokrātiskais Centrs; oficialment: Demokrātiskais centrs un bezpartejiskie sabiedriskie darbinieki) va ser un partit polític de Letònia al període d'entreguerres.
Es va establir inicialment com una aliança del Partit dels Treballadors i el Partit Popular de Letònia abans de les eleccions nacionals de 1922, en què va guanyar sis escons, convertint-se en el quart lloc del Saeima. A l'any següent, l'aliança dels dos partits es va fusionar oficialment en el Centre Democràtic. El partit va guanyar cinc escons en les eleccions de 1925, convertint-se en el tercer partit del parlament. Les eleccions de 1928 el partit va quedar reduït a tres escons, encara que es va recuperar per guanyar-ne sis en les eleccions de 1931. Es va dissoldre l'any 1934.

## Resultats electorals
| Any  | Vots   | %    | Escons  | +/- |
| ---- | ------ | ---- | ------- | --- |
| 1922 | 57,438 | 7.26 | 6 / 100 | Nou |
| 1925 | 31,680 | 3.81 | 5 / 100 | 1   |
| 1928 | 17,604 | 1.89 | 3 / 100 | 2   |
| 1931 | 60,397 | 6.24 | 6 / 100 | 3   |